# David Tennant
David Tennant (født David John McDonnald 18. april 1971) er en skotsk skuespiller, som er mest kendt for at spille Den tiende Doktor af i science fictionserien Doctor Who. Han er ydermere kendt fra Harry Potter og Flammernes Pokal, hvor han spillede Barty Crouch Jr., og andre britiske TV-serier som Blackpool, Casanova, miniserien Secret Smile og serien Broadchurch. 
Desuden har han spillet Hamlet i The Shakespearean Company's opsætning af stykket.